# Сергій Дімітріу
Сергій Васильович Дімітріу (рум. Serghei Dimitriu (* 1892 — † 1937) — партійний та державний діяч Молдавської Автономної Радянської Соціалістичної Республіки.
Жертва сталінських репресій. 

## Життєпис
Народився в 1892. У період між 1928 і квітнем 1932 перебував на посаді голови Ради Народних Комісарів МАРСР. Його наступником, як і попередником був Григорій Старий. 
Розстріляний у 1937. 
| українська персоналія | Це незавершена стаття про особу, що має стосунок до України. Ви можете допомогти проєкту, виправивши або дописавши її. |